# 국가
국가(國家, 영어: state)는 일정한 영토를 차지하고 조직한 정치 형태, 즉 정부를 지니며 대내 및 대외적 자주권을 행사하는 정치적 실체이다. 대체로 학계에서 동의하는 국가성의 조건은 독립성 인정과 국제 협약을 맺는 능력 등을 포함한다. 그러나 몬테비데오 협약 등 여러 학설에 따르면 이런 조건이 꼭 필요하지 않다. 통상 국가 구성의 3요소로는 영토, 국민, 주권이다. 국가의 발전 단계는 통상 안보국가, 발전국가, 민주국가, 복지국가 순으로 이루어진다.
또한 "국가"는 막스 베버를 따르면, 국내적인 상황에 따라 정의할 수도 있다. 베버는 "국가는 일정 영토내에서 물리력을 단독으로, 그리고 합법적으로, 사용할 수 있게 되는 상황 발현에 성공한 인간의 무리이다."라고 말하였다. 베버의 정의는 여러 가지 방식으로 이해하고, 이는 "합법적"이라는 단서에 붙이는 의미에 따라 다르다. 마르크스에 따르면 이고 "지배계급의 지배도구에 불과" "국가는 생산력이 발전하여 계급모순이 완화되지 못한데서 생겨난것이다".
국가는 일정 지역 인간이 그들의 공동체 필요를 위하여 창설한 것으로, 그 구성원들에게 일체성과 계속성을 가지고 구성원의 요청을 수행하며, 내외의 적에게서 공동체를 지키고 유지하려는 목적을 가진 조직이다. 이는 하나의 정치적 단위로, 일반적으로 국민 국가만을 의미하며 국민이 해당 국가의 통치 없이 존재할 때는 이를 나라라고 부르지 않는다.(예:팔레스타인 자치 정부 설립 이전의 팔레스타인 국민) 동시에 국가만 존재하고 그에 상응하는 국민이 존재하지 않거나, 또는 이 국가가 국민국가가 아닐 때 (말하자면 주권을 행사하는 영토를 가지지 못할 때) 이를 나라라 부르지 않는다.
오늘날 세계에는 198개의 국가가 있으며 이들의 형태와 기능은 저마다 차이가 많이 난다. 또, 역사적으로 넓은 뜻에서 국가로 칭할 만한 정치 조직은 수없이 흥망을 계속해왔다. 그러므로 국가의 개념은 확립된 것이 아니며 그 기원과 역할에 대한 의견은 여러 가지이다. 또 무엇을 국가로 간주할지  의견이 분분하다. 그러나 오늘날 선진국가는 복지국가를 자처하며 "요람에서 무덤까지" 만인의 행복과 복지를 위한 노력을 지표로 한다.

## 국가의 요소
마키아벨리는 저서 군주론에서 “사람들에 대하여 명령권을 가지고 있었고, 또 현재 가지고 있는 통치영역은 국가이며, 그것은 공화국이나 군주국 가운데 하나”라고 서술하며, 국가라는 단어를 처음으로 학문적으로 정의하였다. 이와 함께 그는 국가의 구성 요소로 토지, 인간, 지배력을 들었다. 이는 지금까지 국제법의 통설인 국민, 영토, 주권의 국가 3요소설로 계승되었다.
국가의 권리와 의무에 몬테비데오 협약은 국제법상의 국가로 인정받으려면 항구적인 주민, 일정한 영토, 정부, 다른 국가와 관계를 맺는 능력을 가져야 한다고 한다.

## 국가와 시민사회
근대국가 이후 국가 3권부와 언론 등의 모든 것을 감시, 견제하고 비판하는 제3의 세력인 시민사회(단체)가 급격히 대두해 강한 영향력을 발휘하고 있다.

## 같이 보기
- 국민
- 주권
- 국토 / 영토
- 대륙
- 국민국가
- 주권국가
- 복지국가
- 정부
- 정체
- 나라 목록
- ISO 3166
- 마이크로네이션
- 마이크로네이션 목록
- 미승인 국가
- 괴뢰국 (괴뢰 정권)
- 가상 국가
- 옛 나라 목록
- 옛 정당 목록
- 허구 국가
- 반투스탄
- 망명정부
- 정당
- 독일 연방의 구성국

## 참고
1. ↑  공희준. 통일의 반대말은 죽음이다. 시민일보. 2016년 12월 24일.
2. ↑  유시민. 국가란 무엇인가. 2017. 돌배개.
3. ↑  홍성방, 《헌법학》, 현암사, 2007년, 3~4쪽.
4. ↑  게오르그 옐리네크, 《일반국가학》(Allegemeine Staatslehre, 한국어역 김효전), 3. Aufl., Berlin 1921, S. 505.
5. ↑  홍성방, 앞의 책, 10쪽.
6. ↑  
국가의 권리와 의무에 관한 몬테비데오 협약 제1조.